# Pesten
Pesten (fransk: La Peste) er en roman fra 1947 af Albert Camus, der fik nobelprisen 10 år efter.
Camus er kendt som den sorte eksistentialist, men med Pesten viser han en human eksistentiel filosofi med troen på det bedste i det enkelte menneske. I en sisyfoslignende kamp stiller han spørgsmål ved, hvor "grænsen" går, og hvad menneskelige værdier er. 
Romanen er inspireret af den koleraepidemi, som dræbte en stor del af Orans befolkning i 1849 efter den franske kolonimagts erobring af Algier.
Pesten blev genoptrykt i Danmark i 1996.

## Handling
Pesten omhandler et pestudbrud i den algeriske havneby Oran. Fra den spæde begyndelse, hvor kun rotterne rammes, til den totale karantæne, der gør indbyggerne desperate efter frihed.
En lokal læge kæmper en brav kamp for i byens liv. Mange vælger at hjælpe ham i hans arbejde med at skabe livskvalitet under de værste betingelser eller give en værdig død. Pesten skildrer effekten af en dødsdom over en hel befolkning. 
Det er værd at læse Camus' Sisyfos-myten i relation til denne roman.